# Herrin der Gesetzlosen
Herrin der Gesetzlosen (OT: Hurricane Smith) ist ein US-amerikanischer Abenteuerfilm aus dem Jahr 1952 basierend auf Gordon Ray Youngs Roman Hurricane Williams. Unter der Regie von Jerry Hopper spielen Yvonne De Carlo und John Ireland die Hauptrollen in dieser Geschichte auf See und einer Südsee-Insel.

## Handlung
Mitte des 19. Jahrhunderts in der Südsee: Raikes, Kapitän des Schiffes „Das Kreuz des Südens“ sprengt eine Insel mittels Kanonenfeuer, um den Eingeborenen einen Schrecken einzujagen und sie dann einfangen und auf dem Sklavenmarkt verkaufen zu können. Zusammen mit seinem Ersten Offizier Brown und weiteren Besatzungsmitgliedern wird zur Insel übergesetzt, um die Lage zu erkunden. Dort befinden sich drei gestrandete Abenteurer Hurricane Smith, Dan O’Hara und Brundage. Die Männer haben sich mit den Einheimischen angefreundet und beobachten das Vorgehen von Raikes Crew aufmerksam. Für Hurricane Smith ist Raikes kein Unbekannter, er gilt als Sklavenjäger und übelster Pirat der Südsee. Die Männer beschließen, das Piratenschiff zu kapern und damit die Insel zu verlassen, da sie lange genug dort ausgesetzt gewesen seien. Es gelingt ihnen, die wenigen auf dem Schiff verbliebenen Männer zu überwältigen und davon zu segeln. Smith will Kurs auf Australien nehmen, um sich Leute und Schiffsproviant zu besorgen. Dann will er zurück, um das Gold im Wert von einer halben Million Dollar zu holen, das er, als er das erste Mal in Dakaru war, als Strandgut gefunden und dort vergraben hatte, da das Schiff mit dem Gold aufgelaufen und die Besatzung tot gewesen sei. Strandgut gehöre schließlich immer noch dem Finder, auch wenn die königliche Marine das seinerzeit anders gesehen, seinen Anspruch abgelehnt und ihm den Stempel „Seeräuber“ aufgedrückt habe.
Einige Monate später gehen die drei Männer in Castleton, einem nordaustralischen Seehafen, an Land. Sie überlegen, wie sie das nötige Kapital für Ausrüstung und eine Crew auftreiben können. Überraschend werden sie dort von Eric Gorvahlsen, der sich als Wissenschaftler ausgibt, angesprochen. Er behauptet, ein Schiff zu benötigen, da er die Fauna und Flora der Südsee studieren wolle. Die Charter für sechs Monate werde er sofort bezahlen. Die Männer werden sich handelseinig. Smith misstraut Gorvahlsen, zumal die genannten Koordinaten, auf die das Schiff Kurs nehmen soll, auf Dakaru hinweisen. Kurz darauf betreten Raikes und zwei seiner Männer die Bar und fragen nach Hurricane Smith. Sie werden von Smith und seinen Männern überwältigt, gefesselt und mit an Bord genommen. Am nächsten Tag kommt Gorvahlsen in Begleitung von Dr. Whitmore und dessen halbpolynesischer Tochter Luana an Bord. Aus einem Gespräch, das Gorvahlsen kurz darauf mit Dr. Whitmore führt, wird klar, dass er von Hurricane Smith und dessen Goldfund weiß, hinter dem er her ist. Allerdings hält er O’Hara für Smith. Gorvahlsen, der mit Luana zusammen ist, will, dass sie besonders freundlich zu O’Hara ist, um an Informationen zu kommen. Dr. Whitmore bringt bereits jetzt sein Unbehagen über den gefassten Plan zur Sprache, wird jedoch von Gorvahlsen beschieden, dass er gar keine Wahl habe. Raikes und Brown, die inzwischen aus ihrem Arrest befreit sind, beginnen an Bord eine Messerstecherei, die dazu führt, dass Raikes wieder eingesperrt wird.
Als Luana sich während einer Flaute an der Reling aufhält, stürzt sie über Bord, gerade in dem Moment, in dem ein Hai gesichtet worden ist. Smith setzt ihr nach und lenkt das Tier ab. In der Aufregung ruft Brundage ihn mit „Hurricane“ an, was von Gorvahlsen, der neben ihm steht, bemerkt wird, ohne dass er das zu erkennen gibt. Nachdem Smith den Hai töten und Luana retten konnte, wird er von Gorvahlsen zu einem Drink am Abend eingeladen. Vor Smith Erscheinen instruiert Gorvahlsen Luana, wer der angebliche Matrose Jim Tyler wirklich sei und dass sie ihn betrunken machen solle. Luana, die mit den Plänen ihres Freundes nicht mehr einverstanden ist, schenkt heimlich statt Gin Wasser in Hurricanes Glas, während sie Eric Alkohol serviert. Smith bekommt heraus, dass Gorvahlsen jede Menge Gewehre in seiner Kabine gelagert hat. Etwas später teilt Luana Hurricane mit, dass Gorvahlsen seine wahre Identität kenne und beabsichtige, die Mannschaft zu bewaffnen und das Schiff zu übernehmen, sobald man in Dakaru sei. Hurricane erklärt Luana, dass er jetzt an Land schwimme und sie keine Angst habe müsse, da O’Hara und Brundage genau wüssten, was ihre Aufgabe sei. Es kommt zum ersten Kuss zwischen beiden.
Brown bringt Gorvahlsen dazu, O’Hara als Kapitän abzusetzen, Raikes zu befreien und gemeinsame Sache mit ihm zu machen. Clobb, einer der Matrosen, der zu Unrecht ausgepeitscht wird, wiegelt einen Teil der Mannschaft auf. Als er vom Maat des Schiffes erneut hart angepackt wird, erschlägt er ihn. Er will seine Kameraden dazu überreden, eine Meuterei anzuzetteln. Hurricane greift ein, rüstet die Männer mit Waffen aus und überzeugt sie davon, auf seiner Seite zu kämpfen. Auf der anderen Seite erwidern die von Gorvahlsen hinter sich gebrachten Männer das Feuer. Luana hat sich auf Hurricanes Rat hin in ihrer Kabine verbarrikadiert. Einen eindringenden Matrosen erschießt sie.
Gorvahlsen erzählt den Männern von dem Gold, das auf Dakaru liege, weswegen er das Schiff gechartert habe. So bringt er die gesamte Mannschaft dazu, sich auf seine Seite zu stellen, denn der Aussicht auf so viel Gold kann keiner widerstehen. Mit vorgehaltenem Gewehr zwingt man Hurricane, sie zu der Stelle zu führen, wo er es vergraben habe. Als sie dort graben, werden sie schon nach kurzer Zeit fündig. O’Hara, der nach seiner gewaltsamen Absetzung auf die Insel geflüchtet war, hat inzwischen die Eingeborenen hinter sich gebracht, die die grabenden Männer eingekreist haben. Als der erste Speer von ihnen abgeschossen wird, kommt es zwischen den Männern zu Schießereien und wilden Kämpfen. Dr. Whitmore tötet Gorvahlsen. O’Hara, Brundage, Dr. Whitmore und die übrig gebliebenen Männer schauen auf eine halbe Million Gold, während Hurricane Luanda in die Arme schließt.

## Produktion und Hintergrund
Die Dreharbeiten begannen Mitte Februar 1952 und dauerten bis Mitte März 1952. Der Arbeitstitel des Films war Hurricane Williams. Für die Kostüme war Edith Head verantwortlich. Das Drehbuch, das auf Gordon Ray Youngs Sea stories fusst, wurde filmgerecht angepasst. Young schrieb zwei Romane um Hurricane Williams: Hurricane Williams (1922) und Rache des Hurricane Williams (1925). Der von Forrest Tucker gespielte Charakter Dan O’Hara trägt in den Büchern den Namen Dan McGuire. Ursprünglich sollte Paulette Goddard die in den Romanen unter dem Namen Jeanne Vaugh geführte kaltblütige Schönheit der Südsee verkörpern.
Premiere hatte der Film am 3. Oktober 1952 in New York. Es handelt sich um eine Produktion der Paramount Pictures Corp. In der Bundesrepublik Deutschland kam Herrin der Gesetzlosen am 2. März 1954 in die Kinos.
Es existieren zwei weitere an den Stoff angelehnte Verfilmungen:
- Schwarzweißfilm von 1941: Hurricane Smith (1941), Regie: Bernard Vorhaus, Ray Middleton: Bill „Hurricane“ Smith und Jane Wyatt: Joan Blair Smith.[2]
- Hurricane Smith (1992), auch bekannt als: Dead on Liefer, Regie: Colin Budds, Carl Weathers: Billy Smith und Cassandra Delaney: Julie.[3]

## Kritik
Das Lexikon des Internationalen Films konstatierte dem Film, dass er „ein konventionell inszenierter, leidlich spannender Unterhaltungsfilm mit den üblichen Effekten“ sei.
Die von BC am 4. Oktober 1952 in der New York Times veröffentlichte Kritik sprach von einer Mischung eines Freibeuterdramas mit Akten des Vaudeville, Rivalität unter Freibeutern, der Jagd nach einem vergrabenen Schatz auf einer Südsee-Insel und davon, dass der Held am Ende das Mädchen bekomme. Fazit: Das Drehbuch sei ein wenig abgenutzt.